# Sự cố sập nhịp dẫn cầu Cần Thơ

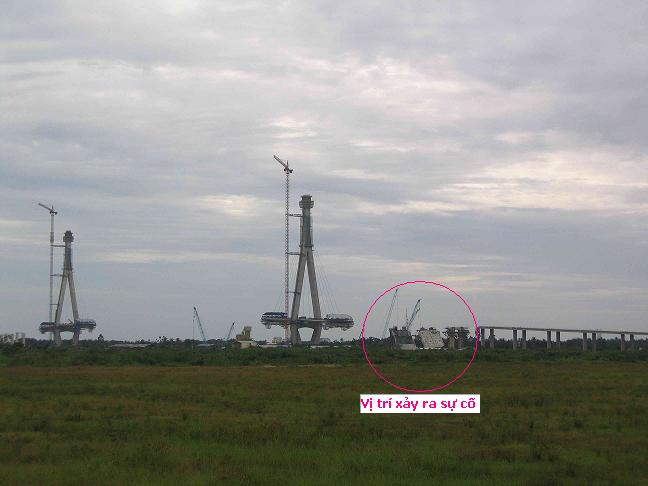
Vị trí xảy ra sự cố

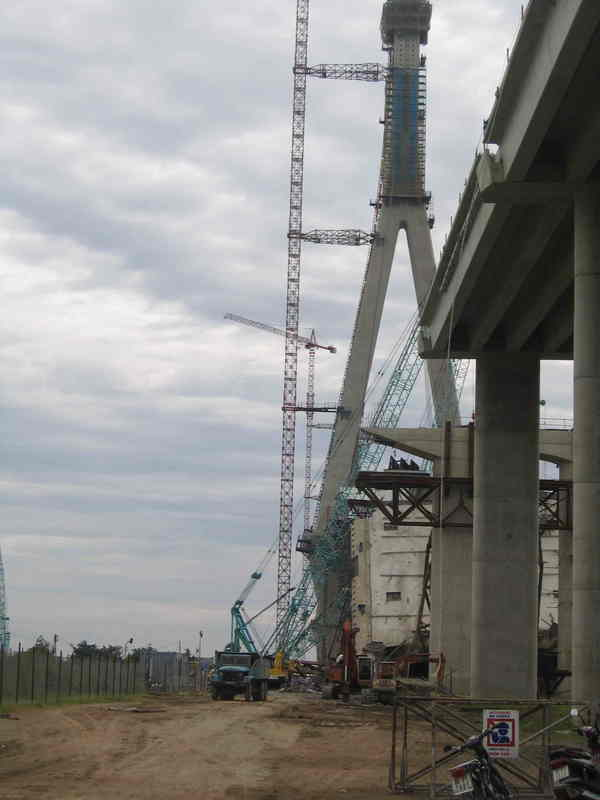
Hiện trường, ở một góc nhìn khác

Sự cố sập nhịp dẫn cầu Cần Thơ là một trong những thảm họa cầu đường và tai nạn xây dựng nghiêm trọng nhất tại Việt Nam xảy ra vào ngày 26 tháng 9 năm 2007, tại xã Mỹ Hòa, thị xã Bình Minh tỉnh Vĩnh Long. Hai nhịp cầu dẫn cao khoảng 30 mét giữa ba trụ cầu đang được xây dựng thì bị đổ sụp, kéo theo giàn giáo cùng nhiều công nhân, kỹ sư đang làm việc xuống đất.
Đến ngày 2 tháng 7 năm 2008, Bộ trưởng Xây dựng Nguyễn Hồng Quân đã báo cáo Chính phủ kết quả điều tra sự cố sập nhịp cầu Cần Thơ là do lún lệch đài móng trụ tạm.

## Cầu Cần Thơ ngày nay

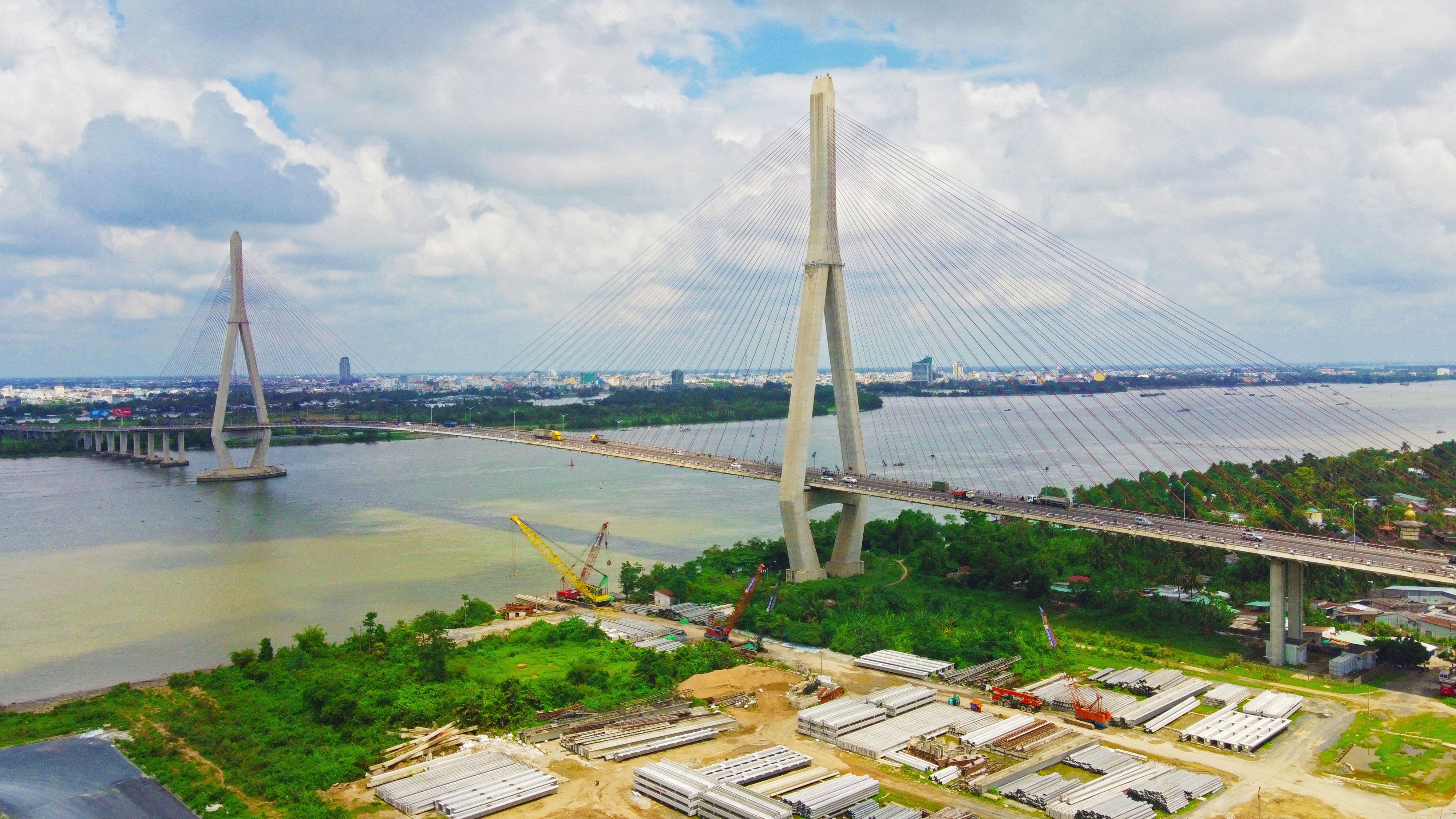
Cầu Cần Thơ hiện nay

Chủ đầu tư là Bộ Giao thông vận tải, đại diện chủ đầu tư quản lý dự án là Ban quản lý dự án Mỹ Thuận. Tư vấn giám sát quốc tế Liên danh Nippon Koei - ChoDai, Nhà thầu chính Liên danh Taisei - Kajima - Nippon Steel (nhà thầu TKN), Nhà thầu phụ VSL (Thụy Sĩ)

## Diễn biến chính
Khoảng 7h55 sáng ngày 26 tháng 9, đoạn dầm cầu bị sập nằm ở phía bờ Vĩnh Long bắc qua trụ 13, 14, 15 dài 87 m, rộng 24 m, vừa được đổ bê tông ngày hôm trước. Lúc xảy ra sự cố có khoảng 150 công nhân đang làm việc trên đoạn dầm bê tông và khoảng 100 công nhân làm việc ở phía dưới. Khi dàn giáo bị sập tất cả công nhân ở phía trên đã bị kéo tuột xuống.

## Thương vong
Theo nhà thầu, có khoảng từ 150 đến 250 công nhân đang làm việc tại khu vực trước khi xảy ra thảm họa. Các báo cáo ban đầu có khoảng 20 thi thể công nhân được tìm thấy. Tuy nhiên số lượng thương vong ngày càng tăng và dao động ở mức từ 37 đến hơn 60 người thiệt mạng, từ 97 đến hơn 200 người bị thương. Hầu hết nạn nhân là công nhân địa phương làm việc tại công trình, các kỹ sư và cả người dân buôn bán quanh công trường. Nhiều công nhân khác bị sốc nặng, bàng hoàng.

### Tại thời điểm 24h ngày 26 tháng 9
- Theo báo Thanh Niên và VnExpress, có 37 người chết và 87 người bị thương, chưa kể số người đang bị chôn vùi[1] Theo BBC, có 36 người chết, tuy nhiên nhà thầu Trung Quốc dẫn tin cho Reuters khẳng định có đến 54 người thiệt mạng[5] Theo Vietnam Net, có 49 thi thể được tìm thấy và hơn 181 người bị thương[6].Theo báo Tuổi Trẻ, có 52 người chết, 97 người bị thương và hiện vẫn còn nạn nhân sống sót bị kẹt trong đống đổ nát. Tuy nhiên đến sáng ngày 27 báo nói chỉ có 37 người thiệt mạng.
- Theo Thông tấn xã Việt Nam và CNN, có 52 người chết và 149 người bị thương.
- Theo báo Tiền Phong, có 59 người tử vong, 97 người bị thương và 70 người còn bị kẹt dưới đống đổ nát[7][8].
- Một ca tử vong do nổ bình gas trong lúc cứu hộ.

### Thống kê của các bệnh viện
- Bệnh viện Quân y 121 xác nhận có 38 ca tử vong[1].
- Bệnh viện Đa khoa Cần Thơ thống kê 8 người chết.
- Bệnh viện 30-4 của TP Cần Thơ thống kê có hai người thiệt mạng. Chưa có thống kê từ các bệnh viện địa phương.
- Bệnh viện Vĩnh Long có 3 trường hợp tử vong.

### Tại thời điểm 24h ngày 27 tháng 9
- Theo Tuổi trẻ, có 43 người thiệt mạng[9].
- Theo Lao động và Tiền Phong, có 48 người thiệt mạng [10].
- Theo Vietnamnet, có 54 người[11].
- Theo báo Nhân dân, có 64 người tử nạn và trên 180 người bị thương[12].
- Thông tấn xã Việt Nam dẫn lời ông Nguyễn Tấn Quyên, Bí thư Thành ủy Cần Thơ, Trưởng ban chỉ đạo khắc phục hậu quả sự cố cầu Cần Thơ công bố: tổng số bị nạn là 128 người, trong đó có 46 người chết, có bảy người quê các tỉnh phía Bắc, còn lại đa số là tỉnh Vĩnh Long, chủ yếu là huyện Bình Minh. Số người bị thương đang điều trị là 82 người, trong đó điều trị tại Bệnh viện Đa khoa TW 30 người, Bệnh viện Quân y 121 là 26 người, Bệnh viện đa khoa thành phố Cần Thơ 14 người, Bệnh viện Tây Đô 6 người, chuyển một bệnh nhân lên tuyến trên Bệnh viện Chợ Rẫy (Thành phố Hồ Chí Minh) vì gãy cột sống và 5 người điều trị tại huyện Bình Minh (Vĩnh Long) hiện nay đã ra viện.[13] Theo VnExpress có 47 người chết, 82 người bị thương đang trong bệnh viện và 6 người mất tích tính đến 15 giờ.[14] Theo báo Nhân dân, 44 người thiệt mạng, 76 người bị thương[15]. Khác biệt với con số 64 người được đăng trước đó.

### Ngày 30 tháng 9
Các báo đều thông báo danh sách những công nhân tử nạn, gồm 49 người  trong đó 37 người tại Vĩnh Long; 2 người tại Cần Thơ; 10 người tại các tỉnh Quảng Nam, Ninh Bình, Quảng Ngãi, An Giang, Nam Định, Hà Nam, Hà Nội, Thanh Hóa, Thái Bình.

### Ngày 1 tháng 10
Tính đến trưa ngày 1 tháng 10 có thêm một nạn nhân trong vụ sập cầu đã tử vong trong bệnh viện, nâng số người bị thiệt mạng lên 50 người; 81 người bị thương, 3 người mất tích.

### Ngày 3 tháng 10
Thêm 3 công nhân thiệt mạng tại bệnh viện, nâng tổng số thương vong: 53 người; số người bị thương: 80 người; số người mất tích: 1 người.

### Ngày 17 tháng 10
Thi thể nạn nhân cuối cùng đã được tìm thấy sâu trong lòng đất kết thúc 21 ngày tìm kiếm , nâng tổng số người thiệt mạng lên 55 người .

## Công tác cứu hộ
Ngay sau khi xảy ra sự cố, nhiều công nhân đang thi công ở gần đấy dù bị xây xát và choáng váng tinh thần nhưng cũng xông vào đống đổ nát để dìu những người bị thương ra ngoài. Ngay sau khi nhận được tin báo, nhân dân, sinh viên học sinh, công nhân viên chức trên địa bàn tỉnh và thành phố Cần Thơ tình nguyện xếp hàng tham gia hiến máu nhân đạo; trong khi đó, những người lái đò ngang gần đó lập tức tình nguyện dùng đò của mình để đưa những người bị thương đến bệnh viện. Tại hiện trường, "trong khi công tác cứu hộ lại rất khó khăn, lực lượng cứu hộ còn thiếu chuyên nghiệp" như ông Ngô Thịnh Đức, Thứ trưởng Bộ GTVT, cho biết. Tuy nhiên bất chấp khó khăn, công tác cứu hộ các nạn nhân vẫn tiếp tục qua đêm, có nhận được cả sự giúp đỡ từ các nhóm cứu hộ quốc tế chuyên nghiệp gồm 30 người đến từ Nhật Bản và Philippines. Ngoài ra, bệnh viện Chợ Rẫy TP Hồ Chí Minh cũng cử 2 đội cơ động xuống giúp đỡ..
Công tác cứu hộ đã được triển khai khẩn trương với sự trực tiếp chỉ đạo của Phó Thủ tướng Hoàng Trung Hải, ngoài ra còn có các lực lượng của Bộ Quốc phòng, Bộ Y tế, Bộ Công an, lực lượng thanh niên sinh viên tình nguyện, và các lực lượng tại chỗ. Điển hình có một người dân dùng máy cưa giải cứu được 11 người, đó là ông Lê Tấn Thành (một thợ cưa với tên thường gọi là Mười Hênh), ngụ tại xã Mỹ Hòa, huyện Bình Minh, tỉnh Vĩnh Long..

## Điều tra nguyên nhân

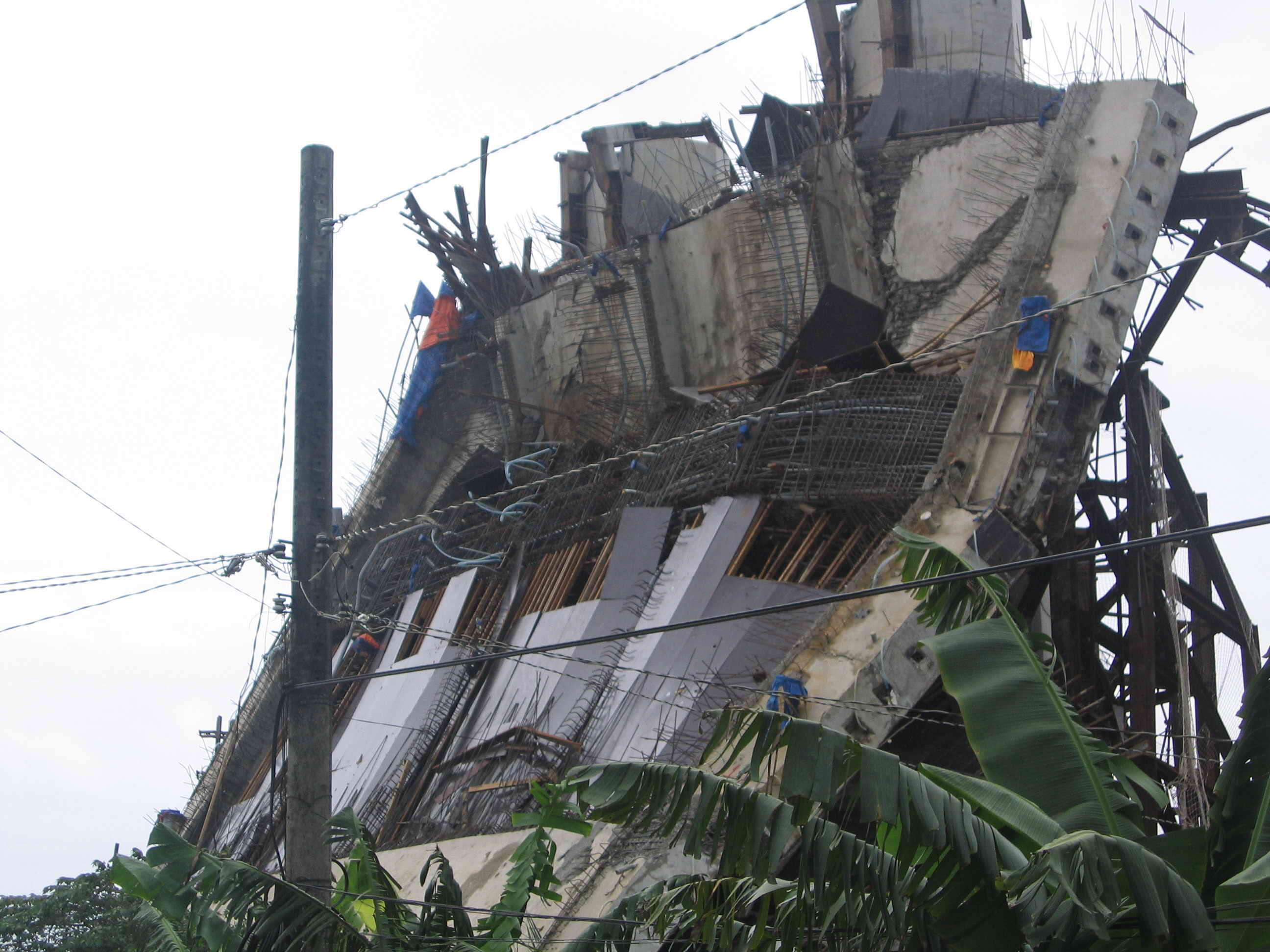
Hiện trường

Bộ Giao thông Vận tải kết hợp với Bộ Công an đã thành lập một ủy ban điều tra do trung tướng Phạm Nam Tào - phó tổng cục trưởng Tổng cục Cảnh sát - làm công tác điều tra sự cố, song song với việc tìm kiếm số người bị nạn.

#### Những giả thiết ban đầu
Theo PGS-TS Trần Chủng (Cục trưởng cục giám định nhà nước về chất lượng công trình xây dựng): Cầu Cần Thơ sập có thể do hệ thống giàn giáo đã bị dịch chuyển trong khi bê tông của cầu chỉ mới đổ được 2 ngày, chưa đủ độ liên kết.
Trụ T14 - T13 - T12 có độ cao từ 35 đến 40 m, thường ở độ cao này người ta thi công bằng cốp pha (tức khuôn đúc bê tông) lao như những nhịp ở giữa sông. Làm kiểu này chỉ cho phép đúc mỗi lần một khẩu 6m (gọi là phương pháp đúc hẫng bằng khuôn đúc di động theo phương ngang), sau đó chờ kết cấu bê tông đông cứng và đạt tới cường độ nhất định, đủ để bê tông có thể chịu lực được (ít nhất là trọng lượng bản thân khẩu dầm đó) mà không cần khuôn đúc, thì mới di chuyển khuôn đúc theo phương ngang để đúc khẩu tiếp theo. Cách này an toàn nhưng thời gian thi công lâu hơn và cốp pha đắt hơn.
Có tin cho biết công ty Vĩnh Thịnh thấy nhịp này tuy cao nhưng còn ở trên bờ nên đã sáng tạo ra cách thi công mới rẻ hơn và nhanh hơn là dùng giàn giáo chống từ dưới mặt đất lên và đổ luôn một lần mấy chục mét. Theo một công nhân kỹ thuật làm cầu hơn 10 nãm nay thì cách này chỉ dùng được khi độ cao mặt cầu thấp (khi đó độ cao của giáo chống thấp, đảm bảo giàn giáo chống ổn định khi chịu nén) và chống bằng dàn giáo chuyên dụng cho làm cầu (giáo cầu) vì khối lượng được ước tính lên tới 2000 tấn mà dùng dàn giáo dân dụng  lắp ráp lên tới độ cao 40 m nên càng yếu và mất ổn định do độ mảnh của giáo chống trở nên rất lớn. Ngày hôm trước (24/9) đổ bê tông xong một đoạn, lẽ ra phải chờ đoạn đó ổn định kết cấu (đủ thời gian để bê tông đạt tới cường độ có thể cho phép tháo dỡ khuôn đúc chịu lực) theo tiêu chuẩn quy định kỹ thuật thi công nhưng sáng hôm sau đã cho công nhân gỡ cốp pha và đổ tiếp. Khi bê tông chưa đạt tới cường độ cho phép tháo dỡ cốp pha, đã gỡ cốp pha và có nhiều tác động mạnh trên đó nên gây sập đúng vào đầu giờ làm việc.
Cũng có thông tin rằng có hiện tượng sụt lún đất do gần bờ sông. Nếu có hiện tượng này thì đây cũng có thể là một nguyên nhân gây ra chuyển vị của hệ giáo chống dẫn đến nghiêng đổ chúng gây sập cốp pha. Theo vnexpress.net thì: "...Các biện pháp cứu hộ chỉ thực hiện được từ xa (dùng cần cẩu cẩu bê tông, sắt thép cứu người bị kẹt), do khu vực xung quanh nhiều nhịp cầu có nguy cơ sập tiếp, nên không dám điều thêm nhân lực vào trong cứu trợ. Đất ở khu vực đầu cầu vẫn đang tiếp tục bị lở".
Trả lời báo chí, Bộ trưởng Bộ Giao thông vận tải Hồ Nghĩa Dũng cho biết: "...Thông tin sơ bộ là có dấu hiệu lún dàn giáo. Nếu thực tế công trình bị nứt thì nhà thầu chính phải chịu trách nhiệm. Cũng có thể là do dàn giáo bị xê dịch trước khi bê tông đủ độ khô, dẫn đến sập cầu." 

### Những cảnh báo trước
Theo báo Tuổi Trẻ, vào ngày 12 tháng 1, một kỹ sư tư vấn kiến nghị về biện pháp thi công trụ tạm của nhà thầu, với yêu cầu:
- làm tốt phần móng trụ tạm;
- tiến hành thử tải trước cho hệ thống trụ đỡ tạm theo đúng quy trình và với hệ số vượt tải theo quy định của tiêu chuẩn xây dựng cầu.

Cũng theo báo Tuổi Trẻ, ba tháng trước, ngày 27 tháng 6, kỹ sư tư vấn giám sát người Nhật, Hiroshi Kudo, làm tư vấn giám sát cho Nippon Koei đã gửi thư "cho người có trách nhiệm phụ trách dự án xây dựng cầu" (Báo không nêu danh tính) và đưa ra cảnh báo về độ an toàn hệ thống khuôn đúc đường dẫn cầu cũng như biện pháp thi công của nhà thầu chỉ đạt 15%, khi kiểm tra bản thiết kế kết cấu trụ đỡ tạm (thành phần chính hệ thống giáo chống của khuôn đúc) và hệ khuôn đúc. Ông nhận thấy: 
- nhà thầu chỉ nhân trọng lượng bản thân kết cấu bê tông cốt thép dầm cầu với hệ số thử tải là 1,15 thay vì 1,25 theo tiêu chuẩn Mỹ hay 1,35 theo tiêu chuẩn Nhật, để tính cho trụ tạm;
- khi tính lực gió tác dụng lên trụ tạm, nhà thầu chỉ lấy áp lực gió là 0,5 kPa, rất thấp, đáng ra phải là 2,5 kPa (có lẽ là do lấy hệ số khí động học nhỏ mất 5 lần). Theo báo Tuổi Trẻ ngày 30 tháng 9 năm 2007: "...Kỹ sư Hiroshi Kudo đã phát hiện sai phạm từ bảng tính trước khi tiến hành thi công. Hệ số lực gió (lực Pascal) chỉ có 0,5kPa là rất thấp. Khi tính toán, nếu đưa hệ số lực gió thấp thì lượng sắt thép ở hệ đà giáo sẽ ít đi. Hệ số từ 0,5 lên 2,5 là gấp năm lần. Hệ số này mới là hệ số an toàn. " (hệ số thì không có thứ nguyên).

Ông đã yêu cầu nhà thầu cần thiết kế lại kết cấu trụ tạm và toàn bộ hệ khuôn đúc.. Tuy nhiên trong ngày họp báo ngày 29/9, đại diện Taisei cho biết "Chúng tôi không hề nhận được thông tin này" . Ba ngày sau, Bộ GTVT đã có văn bản khẳng định, các công trình tạm của hai nhịp cầu bị sập đã được chỉnh sửa trước khi xảy ra thảm họa, theo đó nhà thầu TKN đã có một số nội dung chỉnh sửa, gia cường công trình phụ tạm và phương án chỉnh sửa các công trình tạm và phản ánh được các yêu cầu của tư vấn giám sát, và được tư vấn giám sát chấp nhận. 

### Thời gian điều tra
Chưa thể xác định được thời gian cần thiết để điều tra ra được nguyên nhân sập cầu Cần Thơ. Theo Thiếu tướng Phạm Quý Ngọ, Phó Tổng cục trưởng Tổng cục Cảnh sát nhân dân cần phải có thời gian khoảng 2 tháng mới có thể công bố kết luận vụ án được. Còn theo Phó Chủ tịch kiêm Tổng thư ký Hội Khoa học kỹ thuật cầu đường Việt Nam Chu Ngọc Sủng: "Tất cả những nhận định ban đầu của các nhà khoa học về nguyên nhân sự cố đăng trên báo chí chỉ là giả thiết. Phải khảo sát kỹ lưỡng chừng 3, 4 tháng mới tìm ra được nguyên nhân".. Đến ngày 2 tháng 7 năm 2008, Bộ trưởng Xây dựng Nguyễn Hồng Quân đã báo cáo Chính phủ kết quả điều tra sự cố sập nhịp dẫn cầu Cần Thơ là do lún lệch đài móng trụ tạm.

## Trách nhiệm
Như thường lệ, khi có một sự cố lớn xảy ra mà báo chí biết được và loan tin rộng rãi thì vấn đề trách nhiệm lại được đem ra mổ xẻ công khai trước khi cơ quan chức năng có kết luận chính thức về vụ việc.
Mặc dù cần phải tập trung khắc phục hậu quả nhưng cũng đã có ý kiến qua lại giữa các bên cho rằng trách nhiệm thuộc về lý do khách quan như trời mưa làm mềm đất hoặc trách nhiệm thuộc về lý do chủ quan như trách nhiệm của Hội đồng nghiệm thu nhà nước, Chủ đầu tư, Tư vấn giám sát và nhà thầu chính.
Bộ trưởng Hồ Nghĩa Dũng cho rằng lúc này bàn về trách nhiệm có hơi sớm nhưng thừa nhận Bộ có trách nhiệm chính về mặt quản lý nhà nước và Bộ trưởng khẳng định trách nhiệm chính thuộc về nhà thầu chính, nhưng Bộ trưởng không nhắc đến trách nhiệm của Chủ đầu tư trong việc chọn lựa Nhà thầu chính xứng đáng có uy tín cũng như trách nhiệm giám sát nhà thầu chính thi công bảo đảm chất lượng, tiến độ và an toàn của Chủ đầu tư theo đúng luật định.
Ngày 4 tháng 10 năm 2007 trong buổi làm việc với lãnh đạo các Bộ Công an, Giao thông Vận tải, Kế hoạch và Đầu tư, Xây dựng và Văn phòng Chính phủ về việc giải quyết sự cố sập nhịp dẫn cầu Cần Thơ, Thủ tướng Nguyễn Tấn Dũng đã nhấn mạnh: Đây là sự cố tai nạn lớn nhất từ trước đến nay trong xây dựng. Để xảy ra sự cố dù bất cứ nguyên nhân nào thì trách nhiệm yếu kém trong quản lý nhà nước về xây dựng cơ bản trước hết thuộc về Chính phủ, trong đó Thủ tướng là người chịu trách nhiệm trước nhân dân.

## Bảo hiểm
Theo quy định công trình phải được mua bảo hiểm kể cả bảo hiểm cho bên thứ ba và các công nhân tham gia công trình đều được mua bảo hiểm. Theo công ty Vĩnh Thịnh một số công nhân mới được nhận vào làm chưa kịp mua bảo hiểm.

## Cứu trợ
Việc cứu trợ được người dân và công nhân có mặt tại hiện trường ứng cứu ngay trước khi các đội cứu hộ chuyên nghiệp tham gia. Tính đến 17 giờ ngày 29 tháng 9, chỉ riêng tòa soạn báo Tuổi Trẻ đã nhận được hơn 2,3 tỷ đồng của gần 1.000 công ty, đơn vị, cá nhân ủng hộ gia đình các nạn nhân vụ sập cầu Cần Thơ .
Tính đến 9 giờ sáng 1 tháng 10 năm 2007, các cơ quan, đơn vị, cá nhân trong cả nước đã gửi tiền mặt, hiện vật đến Cần Thơ thông qua Ủy ban mặt trận tổ quốc địa phương là 7,380 tỷ đồng; phía Ủy ban mặt trận tổ quốc địa phương tỉnh Vĩnh Long cũng đã nhận gần 4,5 tỷ đồng tiền cứu trợ. Các báo Lao động, Tuổi Trẻ, Sài Gòn Giải Phóng, Người Lao động... cũng đã nhận tiền cứu trợ từ các nhà hảo tâm trên 4 tỷ đồng. Tổng cộng, cả nước đã giúp những nạn nhân tử nạn và bị thương trong vụ sập cầu Cần Thơ khoảng 12 tỷ đồng (tính đến ngày 1 tháng 10)
Lực lượng cứu hộ nhanh chóng được triển khai từ thành phố Cần Thơ và tỉnh Vĩnh Long. Một số cơ quan đã vận động nhân viên tình nguyện hiến máu nhân đạo.
Đến ngày 23/10/2007, tỉnh Vĩnh Long đã tiếp nhận gần 29 tỷ đồng, 2.550 USD và 50 đô la Úc từ các tổ chức, cá nhân trong, ngoài nước hỗ trợ các nạn nhân vụ sập nhịp dẫn cầu Cần Thơ. Tỉnh đã thực hiện việc hỗ trợ công bằng theo hướng bền vững, lâu dài, hướng đến việc tạo nguồn thu nhập ổn định hàng tháng cho các hộ gia đình, xây dựng nhà ở và tạo điều kiện cho con các nạn nhân có điều kiện tiếp tục học tập đến tuổi trưởng thành.
Vụ sập nhịp dẫn cầu Cần Thơ xảy ra ngày 26 tháng 9 đã làm cho 134 người bị nạn, trong đó 54 người chết và 80 người bị thương. Ngoài các đợt cứu trợ của các đoàn, các tổ chức, cá nhân đưa trực tiếp đến gia đình những người bị nạn, tỉnh đã phân phối 2 đợt tiền cứu trợ đến các gia đình nạn nhân.
Trong đợt 1, mỗi gia đình có người tử nạn được hỗ trợ 40 triệu đồng; người bị thương tùy mức độ nặng, nhẹ được hỗ trợ từ 10 đến 30 triệu đồng/người. Trên thực tế, đa số các gia đình đã tiếp nhận sự giúp đỡ của các tổ chức, cá nhân trên 100 triệu đồng.
Trong đợt 2, tỉnh Vĩnh Long hỗ trợ tất cả các gia đình nạn nhân bằng hình thức sổ tiết kiệm theo đúng Luật thừa kế, sau 2 năm nếu gia đình muốn rút vốn chi dùng vào các việc cần thiết phải có xác nhận của chính quyền địa phương. Đây là một biện pháp để giúp các gia đình nạn nhân bảo toàn nguồn vốn, sử dụng vốn hỗ trợ có hiệu quả, đúng mục đích, duy trì được nguồn thu hàng tháng cho gia đình thông qua lãi suất từ sổ tiết kiệm. Trong đó, 54 gia đình có người tử nạn được hỗ trợ 1 sổ tiết kiệm 100 triệu đồng, riêng Vĩnh Long có 44 trường hợp, 10 trường hợp ở các tỉnh ngoài; Vĩnh Long đã nhờ Mặt trận Tổ quốc các tỉnh đến thăm và chuyển tiền và sổ tiết kiệm tới gia đình người bị nạn.
Đối với 80 người bị thương, tỉnh đã giao cho các ngành Lao động - Thương binh xã hội, Y tế phối hợp cùng các cơ sở y tế đã tiếp nhận, điều trị và khẩn trương phân loại để có mức hỗ trợ thích hợp: người bị thương đặc biệt nặng được hỗ trợ 100 triệu đồng/người, người bị nặng nhận 80 triệu đồng/người, người bị thương từ khá nặng đến trung bình được hỗ trợ 50 triệu đồng/người, bị thương nhẹ từ 5-10 triệu đồng/người. Ngoài ra, nhiều báo, đài cũng đã vận động hỗ trợ học bổng cho con các nạn nhân bị chết hoặc bị thương nặng.
Dự án Mái ấm công đoàn do Tổng Liên đoàn lao động Việt Nam phối hợp cùng công đoàn ngành Giao thông vận tải đã khởi công xây dựng, sửa chữa 65 căn nhà tặng các gia đình nạn nhân, trong đó 62 căn xây cho tỉnh Vĩnh Long, mỗi căn xây dựng mới trên 33 triệu đồng và mỗi căn sửa chữa 10 triệu đồng.
Đến ngày 2 tháng 11 năm 2007, tỉnh Vĩnh Long nhận được trên 34 tỷ đồng ủng hộ nạn nhân trong sự cố sập nhịp dẫn cầu Cần Thơ. Mỗi gia đình có người tử nạn đã nhận được 140 triệu đồng, người bị thương được nhận 10-30 triệu đồng/người. Đến nay phía nhà thầu Nhật Bản đã hỗ trợ cho các nạn nhân gần 13 tỷ đồng. Phía công ty VSL cũng đang chuẩn bị hỗ trợ gia đình các nạn nhân 25.000 USD.

## Khởi tố
Chiều ngày 2 tháng 10 năm 2007 gần 1 tuần sau vụ sập cầu, được sự uỷ quyền của Bộ Công an, Lê Văn Út, Phó Giám đốc kiêm thủ trưởng Cơ quan Cảnh sát điều tra tỉnh Vĩnh Long đã ký quyết định khởi tố vụ án "Vi phạm quy định về xây dựng gây hậu quả đặc biệt nghiêm trọng" theo Điều 229, Bộ luật Hình sự của Việt Nam.

### Nhân sự điều tra
Thiếu tướng Phạm Quý Ngọ, Thủ trưởng Cơ quan Cảnh sát điều tra, Bộ Công an được giao nhiệm vụ trực tiếp chỉ đạo điều tra vụ sập cầu thay cho trung tướng Phạm Nam Tào (lý do thay lãnh đạo là Trung tướng Tào bận đi công tác nước ngoài, và do tính chất nghiêm trọng của vụ việc).

### Điều 229 luật Hình sự
Điều này quy định tội vi phạm quy định về xây dựng gây hậu quả nghiêm trọng với mức phạt tiền từ 10 triệu đến 100 triệu đồng, cải tạo không giam giữ 3 năm hoặc phạt tù từ 6 tháng đến 5 năm. Phạm tội gây hậu quả đặc biệt nghiêm trọng thì bị phạt tù từ 8 năm đến 20 năm.

### Kết quả
Đến ngày 31 tháng 8 năm 2010, chưa có một cá nhân hoặc tập thể nào bị truy cứu trách nhiệm hình sự trong vụ án này.

## Thành lập đoàn điều tra tai nạn lao động
Ngày 2 tháng 10 năm 2007, Lữ Quang Ngời, Phó Giám đốc Sở LĐ-TB-XH tỉnh Vĩnh Long, ký quyết định thành lập đoàn điều tra tai nạn lao động trong vụ sập cầu dẫn cầu Cần Thơ gồm 10 thành viên thuộc 3 đơn vị Sở Lao động - Thương binh- Xã hội, Liên đoàn Lao động và Sở Y tế tỉnh Vĩnh Long. Đoàn do Bùi Xuân Mỵ, Chánh Thanh tra Sở Lao động-Thương binh- Xã hội, làm trưởng đoàn.

## Lập Ủy ban quốc gia điều tra sự cố
Ngày 4 tháng 10 năm 2007, Thủ tướng Nguyễn Tấn Dũng quyết định giao Bộ trưởng Bộ Xây dựng làm Chủ tịch Ủy ban và thành viên là Thứ trưởng các Bộ Công an, Kế hoạch và Đầu tư, Giao thông Vận tải, Tổng hội xây dựng Việt Nam và Hội khoa học cầu đường Việt Nam. Đồng thời, Thủ tướng yêu cầu mời Ủy ban Khoa học và Công nghệ của Quốc hội, đại diện của Cơ quan khoa học của Nhật Bản tham gia làm rõ nguyên nhân và đề xuất các biện pháp khắc phục. Nhiệm vụ của Ủy ban là huy động mọi lực lượng triển khai chậm nhất trong 1 tháng phải hoàn thành công tác điều tra và đề xuất phương án khắc phục sự cố sập nhịp dẫn cầu Cần Thơ. Nhưng hơn 3 tháng, đến ngày 8 tháng 1 năm 2008, Ủy ban quốc gia điều tra về sự cố sập nhịp dẫn cầu Cần Thơ mới có báo cáo Thủ tướng kết quả làm việc về các vấn đề liên quan đến vụ sập nhịp dẫn cầu Cần Thơ, tuy nhiên, nguyên nhân sự cố chưa được tiết lộ .
Đến ngày 2 tháng 7 năm 2008, Bộ trưởng Xây dựng Nguyễn Hồng Quân đã báo cáo Chính phủ kết quả điều tra sự cố sập nhịp dẫn cầu Cần Thơ là do lún lệch đài móng trụ tạm . Theo kết quả điều tra, sự cố xảy ra trong quá trình thi công tại hai nhịp neo của cầu Cần Thơ, mỗi nhịp dài 40 m. Qua kiểm tra địa chất, hàng cọc gần phía trụ P14 có mũi cọc tựa trên lớp cát xốp và hàng cọc gần phía trụ P13 có mũi cọc tựa trên lớp cát chặt vừa. Điều này dẫn tới hàng cọc gần trụ P14 bị lún nhiều hơn hàng cọc gần trụ P13 làm đài móng trụ tạm T13 nghiêng về trụ P14. Độ lún lệch theo tính toán đạt 12 mm - gây mất ổn định trụ tạm T13 và sau đó là sự sụp đổ của các kết cấu bên trên.

## Ban chỉ đạo điều tra vụ sập nhịp dẫn cầu Cần Thơ
Ngày 5 tháng 10 năm 2007, Bộ trưởng Công an Lê Hồng Anh ký Quyết định thành lập Ban chỉ đạo điều tra vụ sập nhịp dẫn cầu Cần Thơ. Thứ trưởng Công an Lê Thế Tiệm là Trưởng ban chỉ đạo điều tra, Thủ trưởng Cơ quan cảnh sát điều tra Bộ Công an Phạm Quý Ngọ cùng Thủ trưởng Cơ quan An ninh điều tra Bộ Công an Hoàng Kông Tư làm 2 Phó trưởng Ban chỉ đạo. Chín thành viên khác của Ban chỉ đạo là cán bộ của 2 cơ quan điều tra này. Ban này có nhiệm vụ chỉ đạo các lực lượng nghiệp vụ của Bộ Công an và Công an tỉnh Vĩnh Long, thành phố Cần Thơ, tiến hành điều tra, thu thập tài liệu, làm rõ sai phạm của các cá nhân, tổ chức, nhất là của các nhà thầu có liên quan trong việc thực hiện quy trình giám sát, thi công.

## Tiếp tục
Tháng 2 năm 2008 chính phủ đã cho phép thi công trở lại gói thầu số 1 và số 3, riêng phần gói thầu số 2 các phần hạng mục không liên quan đến 2 nhịp bị sập thì được phép thi công bình thường.